# 科尔内利娅·西代里
科尔内利娅·西代里（羅馬尼亞語：Cornelia Sideri，1938年12月29日—2017年11月11日），罗马尼亚女子皮划艇运动员。她曾代表罗马尼亚参加1964年夏季奥林匹克运动会皮划艇比赛，获得女子双人皮艇500米铜牌。